# Эрмессенда (графиня Мельгёя)
Эрмессенда Пеле (Ermessende Pelet) (ум. 1176) — графиня Мельгёя с 1170.
Дочь Беатрисы (1124—1190), графини Мельгёя, и её второго мужа Бернара II де Нарбонн-Пеле (ум. 1170/72). Свадьба её родителей состоялась в 1145/46 году, Эрмессенда была третьим ребёнком, поэтому датой её рождения можно считать период с 1151 по 1155 год.
В 1170 году мать выдала её замуж за Пьера Бермона, сеньора де Сов и де Сомьер, отдав в приданое половину графства Мельгёй. Вторую половину получила её 8-летняя внучка (по линии первого мужа) Дульса, графиня Прованса, помолвленная с Раймондом, старшим сыном Раймонда V Тулузского.
В 1172 году умерли и Пьер Бермон, и Дульса Провансская, и Беатриса выдала Эрмессинду замуж за того самого Раймонда, отдав в приданое графство Мельгёй полностью («totum comitatum Melgorii»). Тем самым она лишила наследства своего сына Бертрана Пеле (ум. 1191), который безуспешно пытался оспорить это решение. Он даже принёс оммаж королю Арагона Альфонсу II, но не получил от него реальной помощи.
Эрмессинда, по всей вероятности не отличавшаяся хорошим здоровьем, умерла в сентябре или октябре (до 3 ноября) 1176 года. Она завещала свои владения мужу, предусмотрев для матери ежегодную денежную выплату в размере двух тысяч солей. Текст её завещания приводится в книге:
- Histoire générale de Languedoc : avec des notes et les pièces justificatives, composée sur les auteurs et les titres originaux.... T. 4 / par dom Claude de Vic et dom Vaissète,... ; commentée et continuée jusqu'en 1830, et augmentée d'un grand nombre de chartes et de documens inédits par M. le chev. Al. Du Mège... Devic, Claude (1670-1734). (стр. 534)

Раймонд VI Тулузский владел графством Мельгёй до 1211 года, затем оно было конфисковано Римским папой Иннокентием III и в 1215 г. передано епископам Магелона. В 1222 году сын Раймонда VI Раймонд VII отвоевал Мельгёй, но вернул его епископу согласно заключенному в 1224 г. в Монпелье договору.
Потомок Бертрана Пеле Пьер Пеле, ко-сеньор Алеса, в 1276 году отказался от притязаний на графство Мельгёй в обмен на компенсацию в размере тысячи ливров.